# Aythami Ruano
Aythami Ruano-Vega, (* 18. června 1977 Las Palmas, Španělsko) je bývalý reprezentant Španělska v judu.
Narodil se na Kanárských ostrovech, ale celou svojí sportovní kariéru strávil v Madridu pod vedením Francisca Lorenza.
Výška 2 m a k tomu váha přes 200 kg byla velká devíza tohoto Španěla. Na člověka těchto proporcí měl velmi dobře zvládnutou techniku harai-goši. Zápasil v době kdy mělo Španělsko dalšího výborného judistu v těžkých vahách Pereze, kvůli kterému se podíval na své první olympijské hry až v roce 2004. Prohrál v předkole s Korejcem Kimem po vyrovnaném boji na větší počet napomenutí.
Po olympijských hrách ukončil sportovní kariéru.

## Výsledky
| Turnaj                               | 1995 | 1996 | 1997 | 1998 | 1999 | 2000 | 2001 | 2002 | 2003 | 2004 |
| ------------------------------------ | ---- | ---- | ---- | ---- | ---- | ---- | ---- | ---- | ---- | ---- |
| Olympijské hry                       | -    | dns  | -    | -    | -    | dns  | -    | -    | -    | úč.  |
| Mistrovství světa + bez rozdílu vah  | dns  | -    | dns  | -    | úč.  | -    | 7.   | -    | úč.  | -    |
| Mistrovství světa + bez rozdílu vah  | dns  | -    | dns  | -    | dns  | -    | úč.  | -    | dns  | -    |
| Mistrovství Evropy + bez rozdílu vah | dns  | dns  | dns  | dns  | úč.  | dns  | úč.  | dns  | 2.   | úč.  |
| Mistrovství Evropy + bez rozdílu vah | dns  | dns  | dns  | 5.   | dns  | 1.   | dns  | 5.   | dns  | dns  |
| MS juniorů                           | -    | 2.   | -    | -    | -    | -    | -    | -    | -    | -    |
| ME juniorů                           | 2.   | 1.   | 2.   | -    | -    | -    | -    | -    | -    | -    |